# ورخ-آنوس
ورخ-آنوس (به لاتین: Verkh-Anos) یک منطقهٔ مسکونی در روسیه است که در جمهوری آلتای واقع شده‌است.